# Villa Alexandra (Cannes)
Pour les articles homonymes, voir Alexandra.

La Villa Alexandra est une villa qui était située à Cannes, Alpes-Maritimes, région Provence-Alpes-Côte d'Azur, sur la Côte d'Azur en France et a été détruite en 1960.

## Histoire
Eugène François Tripet (Paris 12 novembre 1816 - Paris 31 juillet 1896) , consul de France à Moscou, et sa femme Alexandra Feodorovna Skrypitzine (Saint-Pétersbourg 1819 - Cannes 1er janvier 1895) achètent en mai 1849 un domaine à Cannes situé à l'actuel lieu-dit La Californie. Le couple y fait construire par l'architecte François Joseph Liger  une villa de style mauresque. En 1886 Alexandra fait ajouter un étage et une aile avec une chapelle de culte orthodoxe pouvant accueillir une trentaine de fidèles.
Eugène Tripet est autorisé par décret impérial du 29 août 1863 à ajouter à son nom patronymique celui de son épouse pour s'appeler à l'avenir Tripet-Skrypitzine ; ce décret a été rendu applicable après un jugement rendu le 18 janvier 1865 par le tribunal civil de 1re instance du département de la Seine.
En 1903, la partie nord du jardin est vendue par Tripet à son gendre, le général vicomte Alphonse de Salignac-Fénelon, qui y fait plus tard construire la villa La Californie.